# Orlando City SC
Orlando City Soccer Club je americký fotbalový klub z města Orlando na Floridě. V současné době hrají v lize Major League Soccer. Klub byl založen 19. listopadu 2013.